# XLR8
XLR8 es un Kineceleran del Planeta Kinet, es uno de los 10 Alien Iniciales del Omnitrix en la serie Ben 10, por lo que fue introducido en la 1ª temporada, en el Episodio Y Fueron 10, en la apertura del programa es el alien número 4.

## Etimología
Su nombre, XLR8, viene del pronunciado en inglés accelerate (ex-el-rr-eit), que significa acelerar.

## Biología
La versión almacenada en el Omnitrix se parece tener algunos realces. Estos incluyen su casco, visera, y pies rodados. Puede también correr en superficies deslizadizas y agua uniforme con facilidad, en contraste al resto de su especie.
En el episodio "Ben 10.000", el futuro XLR8 parecía haber tomado el lugar de Cuatrobrazos como el alíen usado con más frecuencia por Ben(También desde la tercera temporada en adelante), puesto que Ben necesita ser realmente rápido para constantemente estar en patrulla.
Además en El futuro su velocidad incrementa, al igual que su estatura.se ve eliminado casi cada rastro de su piel azul y se reemplaza con partes de traje blanco, su casco tiene una función para detectar ADN y su composición, Su voz y color de su cara no fueron cambiados.
En el futuro de Ben 10.000 Ben se transforma en XLR8.
Omnitrix: En el pecho (En el futuro lo tiene en el mismo lugar)

## Características Físicas
Tiene la Forma de Un dinosaurio Velociraptor. Tiene un casco negro en punta, que a su vez tiene una vicera en con una especie de X. Su traje es enteramente negro a excepción de una especie de franja blanca que es donde se ubica el Omnitrix y es un traje manga corta terminando casi en sus pies que tienen ruedas redondas adheridas a sus pies.Una cola Azul con varias franjas Negras y en sus codos especies de sobresalientes puntas y al final de sus brazos 3 garras(En cada mano)sin dedos.
En el Futuro se ve más alto y sus brazos y piernas de la parte azul se cubre de Blanco.

## Apariciones

### La serie Ben 10
Su primera aparición fue en el Episodio Y Fueron 10 de la Primera Temporada.
- El Krakken
- Copiando Poderes
- La Alianza
- La Chica de la Suerte
- Secretos
- La Verdad

### Películas
Aparece para detener al Dr. Ánimo y a su Bomba de ADN, en la película Ben 10: el secreto del Omnitrix (Versión 3) y a diferencia de los Aliens de las otras 2 Versiones utiliza su velocidad para destruir la Bomba.

### Aparición en reclames de Cartoon Network
- En el reclame de Movimiento cartoon se le ve corriendo para detener un misil pero pasa a comer hamburguesas.

## Ventajas y desventajas

### Habilidades
- Tiene reflejos ultrarápidos
- Es capaz de la velocidad increíble (hasta 800 km /h)
- Puede manipular la fricción
- Es capaz de correr en casi cualquier superficie incluyendo agua, incluso inclinados
- Puede crear tornados localizados funcionando alrededor en un círculo
- Posee garras en las manos, que él puede utilizar para cortar a través objetos cuando está combinado con su velocidad.
- Debido a que es muy rápido, detiene el tiempo, por poco tiempo.

### Debilidades
- Los ataques magnéticos causan debilidad en su sistema nervioso.
- XLR8 no puede correr sobre hielo ni barro.

- Datos: Q4021424